# Crowded House
Crowded House je australská rocková skupina, kterou založil roku 1985 v Melbourne novozélandský zpěvák a skladatel Neil Finn. Skupina měla v průběhu let řadu změn v sestavě. Jejími členy byli Novozélanďané Tim Finn a Eddie Rayner, Australané Paul Hester, Nick Seymour, Peter Jones a Criag Hooper a Američané Mark Hart a Matt Sherrod. Fanoušci nazývají skupinu zkráceně „The Crowd“.

## Historie
Skupina byla nejprve aktivní v letech 1985 až 1996 a měla komerční úspěch v Austrálii a na Novém Zélandu. V širším mezinárodním měřítku skupině zajistilo úspěch debutové album, nazvané Crowded House, které se v roce 1987 umístilo na dvanáctém místě v žebříčku Billboard 200. Z tohoto alba pochází mj. skladby Don't Dream It's Over a Something So Strong, které se dostaly do první pětky.
Další mezinárodní úspěch měla skupina ve Spojeném království a v Evropě s jejich třetím albem Woodface, čtvrtým albem Together Alone a s kompilačním albem Recurring Dream, které obsahuje úspěšné skladby jako Fall at Your Feet, Weather with You, Distant Sun, Locked Out, Instinct a Not the Girl You Think You Are. Královna Alžběta II. udělila v roce 1993 Řád britského impéria členům skupiny Neilu Finnovi a jeho bratrovi Timu Finnovi za jejich hudební přínos pro Nový Zéland.
Původní bubeník Paul Hester opustil skupinu v roce 1994 z rodinných důvodů, ale vrátil se na krátkou dobu v roce 1996 kvůli koncertům v Melbourne a Sydney. Neil Finn posléze dočasně ukončil působení ve skupině kvůli sólové kariéře a projektu The Finn Brothers spolu s bratrem Timem. Skupina přerušila svou činnost až do roku 2006. Roku 2005 spáchal bubeník Paul Hester sebevraždu. V roce 2006 přišel do skupiny nový bubeník Matt Sherrod. Skupina natočila další dvě alba, která obsadila první místo v australském žebříčku ARIA Charts.

## Alba
- 1986 Crowded House
- 1988 Temple of Low Men
- 1991 Woodface
- 1993 Together Alone
- 2007 Time on Earth
- 2010 Intriguer
- 2021 Dreamers Are Waiting